# Omois
L'Omois est une région de l'extrême sud de l'Aisne. Son nom provient de mentions du pagus otmensis dans des textes en latin de la période carolingienne, qui laisse penser que Château-Thierry, la ville principale de l'Omois, s'est appelé Otmus[réf. nécessaire].
Château-Thierry est connu entre autres comme ville natale du fabuliste Jean de La Fontaine et point de départ de la route touristique du Champagne, qui parcourt les 36 villages bénéficiant de l'appellation d'origine contrôlée champagne.

## Caractéristiques
L'Omois a une identité géographique plurielle :
- Au nord-est, le Tardenois se caractérise par de lourdes terres brunes sur lesquelles alternent cultures et pâturages. On y rencontre également des étendues sablonneuses plantées de pins. Plus loin, les plateaux ondulés sont coiffés de forêts.
- Au sud-est de Château-Thierry, la Brie pouilleuse (dite aussi crayeuse, galleuse ou gallevesse) se caractérise par des terres lourdes et imperméables, domaine de la polyculture, de l'élevage de bovins et de la vigne dans la vallée du Surmelin.
- La Vallée de la Marne qui s'étire d'est en ouest est le domaine des vignes et vergers[1].